# Atención Atención
Atención Atención es un proyecto de Música infantil y un programa de televisión puertorriqueño creado en 1999 por Victor M. Rivera, músico y Músico terapeuta, que integra en la Educación preescolar el juego y el baile para enseñar los valores por medio de la música. Además, el programa de televisión de Atención Atención que se emite en Puerto Rico, Estados Unidos, Panamá y República Dominicana, tiene un total de 69 episodios con 52 nominaciones a los Suncoast Emmy Awards y es ganador de veintisiete estatuillas en diferentes categorías. 
- Mejor Audio en el 2011[1]
- Mejor programa educativo en el 2012[2]
- Mejor programa infantil, mejor director de Posproducción y mejor audio en el 2013[3]
- Mejor animación, mejor música y mejor talento en cámara en el 2014[4]
- Mejor Audio y mejor director en vivo en el 2015[5]
- Mejor programa educativo, mejor animación, mejor director de Posproducción, mejor guion, Mejor artes gráficas, Mejor director de arte y Mejor trabajo técnico en el 2016[6]
- Mejor animación, mejor director de Posproducción, Mejor artes gráficas y Mejor trabajo técnico en el 2017
- Mejor programa infantil, Mejor animación, mejor editor y Mejor guion en el 2018
- Mejor Comercial (Single Spot) y Mejor artes gráficas en el 2022[7]

Seleccionado y reconocido por la ONU en el 2012 a través de la "Global Music Initiative" como uno de los programas promotores de la paz en el "Program for Lifelong Learning" en su publicación bi-anual "Music as a Global Resource Compendium" y revalidado en el 2015 en la cuarta edición y en el 2020 en la quinta edición del compendio.
El grupo Atención Atención también recibió una nominación a los premios Grammy Latinos por su producción "Vamos a bailar" como mejor álbum de música para niños en el 2013.

## Historia
Victor M. Rivera junto a su madre la Sra. Yvonne Solanas Pacheco, son los creadores del concepto "Atención Atención" que comienza en 1999, año en el que se publicó la primera producción discográfica, "Atención Atención... Este Juego Va a Empezar". Apoyado con talleres sobre como utilizar la música en clase enseñando los valores con objetivos preventivos a maestros pre escolares, su música empezó a ser utilizada por los maestros de Puerto Rico y República Dominicana como herramienta y complemento a su currículo escolar. 
Este disco contiene algunas de las canciones más famosas de Atención Atención, "Había un sapo, sapo", "Atención Atención este juego va a empezar" y "La canción del lagartijo". 
Esta producción fue seguida por más talleres a petición de los propios maestros, y por otras dos producciones, "Atención Atención... Este Juego Va a Seguir" (2001), y más tarde "Atención Atención... Llega la Navidad" (2004). Estableciendo a Atención Atención como un referente dentro del ámbito escolar y educativo. 
En mayo del 2005 el proyecto de área educativa intenta un nuevo reto y Victor M. Rivera como director artístico presenta por primera vez un espectáculo en vivo en el Centro de Bellas Artes Luis A. Ferre de San Juan, utilizando las canciones de las producciones discográficas con un formato de banda y personajes que representan las canciones. Así nace la banda Atención Atención y sus personajes, El Sr. Sapo, Johnny el lagartijo, Tito el angelito y Vera la pulga viajera.
Esta serie de conciertos se graban en un CD y se filman, saliendo a la venta el primer DVD llamado "Atención Atención... En Vivo" en el 2006.
La idea de tener un programa de televisión toma fuerza dentro del grupo y graban un piloto que se convierte en DVD, llamado "Atención Atención... El Especial" (2007), a este le siguió "Atención Atención... El Especial 2" (2009) 
Para finales del 2009 Atención Atención firma con Univision Puerto Rico para presentar la primera temporada de un programa semanal infantil manteniendo la filosofía de enseñar los valores por medio de la música, con algunos conceptos importantes como los números, los colores y los instrumentos musicales, entre otros. Además se hace la primera presentación masiva en el Coliseo Rubén Rodríguez de Bayamón con el espectáculo "Atención Atención... De Viaje con El Sr. Sapo y Vera" donde nace el personaje femenino de Atención Atención, "Clara". 
Este espectáculo se convierte en un CD y en un DVD de nombre homónimo.
Atención Atención lanza el CD titulado "Atención Atención... ¿Qué pasa con la música?", el cual fue la base de una nueva y exitosa presentación en vivo llevada a cabo a finales del 2010, la cual sirvió como el cierre perfecto al espléndido año que tuvo el grupo infantil. También filmado para DVD
El programa de televisión entró en su segunda temporada a principios del 2011 con nuevas lecciones y aventuras. De esta, salieron cinco nominaciones a los premios Suncoast Emmy Awards ganando el premio a la mejor posproducción de audio del año. 

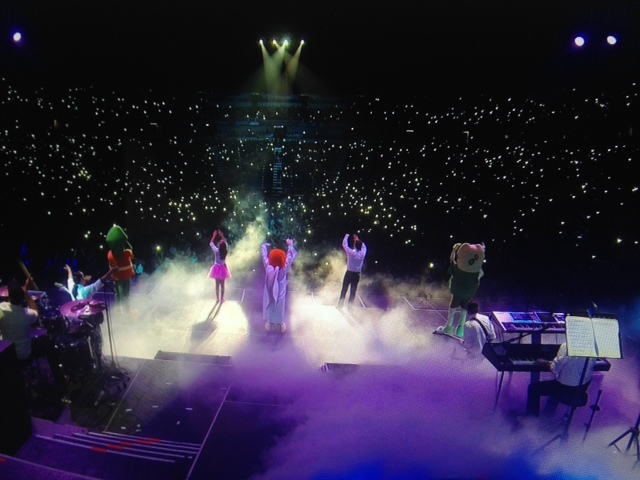
Concierto de 15 aniversario Atención Atención en el 2014

La tercera temporada empezó a emitirse en febrero del 2012 y también fue galardonada con un Suncoast Emmy Awards al mejor programa educativo en diciembre del 2012.
Su cuarta temporada en Univision Puerto Rico empezó a emitirse en marzo del 2013 y recibió cinco nominaciones más. Ganando tres Suncoast Emmy Awards al mejor programa infantil, mejor director de posproducción y mejor audio en noviembre del 2013.
El programa de televisión estrenó su quinta temporada el 15 de marzo de 2014, año que celebran su 15 aniversario con dos conciertos masivos en el Coliseo de Puerto Rico José Miguel Agrelot convocando a casi 21,000 personas. Cifra record para un evento infantil puertorriqueño. El programa recibió siete nominaciones a los Suncoast Emmy Awards, sumando tres más a su récord en las categorías de animación, música y talento en cámara.
Su producción discográfica llamada "Vamos a bailar" editada en diciembre del 2012, recibió una nominación a los premios Grammy Latino como mejor álbum de música para niños.
En el 2015 hacen cuatro funciones a sala llena en el Centro de Bellas Artes Luis A. Ferré junto a la Orquesta Sinfónica de Puerto Rico, sirviendo de unión a nivel cultural para que la infancia se acerque a la música orquestal y al teatro.
En el 2012 Atención Atención fue seleccionado y reconocido por la Organización de las Naciones Unidas en Nueva York a través de la "Global Music Initiative" como uno de los programas promotores de la paz en el "Program for Lifelong Learning" en su publicación bi-anual "Music as a Global Resource Compendium" revalidado en el 2015 en la cuarta edición y en el 2020 en la quinta edición del compendio. 
Yvonne Solanas Pacheco, Co-Fundadora, falleció en la noche del martes 13 de junio de 2017 a sus 78 años de edad en la ciudad de San Juan de Puerto Rico. Tras su muerte, su hijo Victor, líder de la agrupación musical expresó: "Yo soy lo que soy hoy gracias a mi madre. Y hago lo que hago gracias a ella. Fue quien originó Atención Atención y fui su herramienta para lograr todo lo lindo que se ha logrado, conectar con los niños desde lo más profundo para lograr un mundo mejor. Me quedo con su enseñanza para seguir inculcando lo aprendido, que con amor, perseverancia y gentilidad se logra lo imposible... ¡Te amo!".
Atención Atención continua haciendo presentaciones en vivo en Puerto Rico, República Dominicana, Panamá, México y los Estados Unidos. Actualmente el proyecto se encuentra celebrando su 25 aniversario con el cual lanzaron en mayo del 2024 su última producción discográfica llamada "Atención Atención 25 Años". 

## Emisión
| Temporada | Temporada | Episodios | Fecha (PR)               | Fecha (PR)        |
| Temporada | Temporada | Episodios | Premiere                 | Network           |
| --------- | --------- | --------- | ------------------------ | ----------------- |
|           | 1         | 13        | 10 de diciembre de 2009  | UNIVISION PR      |
|           | 2         | 13        | 20 de febrero de 2011    | UNIVISION PR      |
|           | 3         | 13        | 13 de marzo de 2013      | UNIVISION PR      |
|           | 4         | 13        | 19 de marzo de 2015      | UNIVISION PR      |
|           | 5         | 13        | 21 de abril de 2018      | UNIVISION PR      |
|           | 6         | 69        | 18 de septiembre de 2022 | TELEMUNDO PR      |
| Temporada | Temporada | Episodios | Fecha (US)               | Fecha (US)        |
| Temporada | Temporada | Episodios | Premiere                 | Network           |
|           | 7         | 26        | 6 de octubre de 2018     | UNIVISION NETWORK |
|           | 8         | 13        | 26 de octubre de 2024    | UNIVISION NETWORK |

### Emisión por países y canales
- Estados Unidos por  Univision[25]
- República Dominicana por  Antena 7[26]
- Puerto Rico por Telemundo Puerto Rico[27]
- Panamá por Telemetro

## La banda Atención Atención

### Miembros
- Victor M. Rivera - Voz y director musical
- Stephanie Mercado "Clara" - Flauta traversa
- Nelson Camacho - Bajo
- Denes Pagan - Guitarra
- Luis Seguinot - Batería
- Meliana Gonzalez - Teclado
- Janice Maisonet - Saxofón

## Personajes

### Principales
- El Señor Sapo
- Johnny el lagartijo
- Tito el angelito
- Vera la pulga viajera
- La hadita Tapita

### Secundarios
- Cillo "el duendecillo"
- Mono Makako
- Ratones Go Go
- Gato García
- Gallo Pinto
- Las Hormiguettes
- Cangrejito

## Discografía
ALBUMS
- 1999: Atención Atención este juego va a empezar
- 2001: Atención Atención este juego va a seguir
- 2004: Atención Atención llega la Navidad
- 2006: Atención Atención en vivo
- 2008: Atención Atención el especial
- 2009: Atención Atención vamos a dormir
- 2010: De viaje con el Sr. Sapo y Vera - en vivo
- 2011: ¿Que pasa con la música?
- 2012: Vamos a bailar
- 2014: Atención Atención Live (Gira de Aniversario)
- 2015: Atención Atención Sinfónico
- 2016: ¿Dónde está el Sr. Sapo?
- 2018: Bam Bim Bum (Single)
- 2019: La Le Li Lo Lu (Single)
- 2020: El Ukulele (Single)
- 2020: Los Mosquitos (Single)
- 2021: Vuelvo a la escuela (Single)
- 2021: La Mascarilla (Single)
- 2021: Feliz, Feliz Navidad (Single)
- 2022: Yupi Yei (Single)[28]
- 2023: A la1, a las 2 y a las 3[29][30]
- 2024: Atención Atención 25 Años[31]

## Filmografía
PELICULAS
- 2006: Atención Atención en vivo
- 2007: Atención Atención el especial
- 2009: Atención Atención el especial 2
- 2010: Atención Atención de viaje con el Sr. Sapo y Vera - en vivo
- 2011: ¿Que pasa con la música? El concierto
- 2012: Atención Atención "Primera Temporada"
- 2013: Atención Atención "Segunda Temporada"
- 2014: Atención Atención 15 años "El concierto en el Coliseo de Puerto Rico"
- 2015: Atención Atención ¡Vamos a cantar! Sing Along Vol.1
- 2015: Atención Atención "Tercera Temporada"
- 2016: ¿Dónde está el Sr. Sapo?
- 2017: Atención Atención "Cuarta Temporada"
- 2018: ¿Donde está el Sr. Sapo? 360˚ En vivo - en línea exclusivamente
- 2020: Atención Atención es Navidad - en línea exclusivamente[32]